# ماكسويل هولت
ماكسويل هولت (بالإنجليزية: Maxwell Holt)‏ (12 مارس 1987 في الولايات المتحدة - ) هو لاعب كرة طائرة الولايات المتحدة في مركز وسط ‏. شارك في الكرة الطائرة في الألعاب الأولمبية الصيفية 2016. ولعب مع VC Dynamo Moscow ‏.

## وصلات خارجية
- ماكسويل هولت على موقع الاتحاد الأوروبي (الإنجليزية)
- ماكسويل هولت على موقع عالم الكرة الطائرة (الإنجليزية)
- ماكسويل هولت على موقع دوري الدرجة الأولى الإيطالي للكرة الطائرة - رجال (الإيطالية)
- ماكسويل هولت على موقع اللجنة الأولمبية الدولية (الإنجليزية)
- ماكسويل هولت على موقع أوليمبيديا (الإنجليزية)
- ماكسويل هولت على موقع اللجنة الأولمبية والبارالمبية الأمريكية (الإنجليزية)